# União Metalo-Mecânica

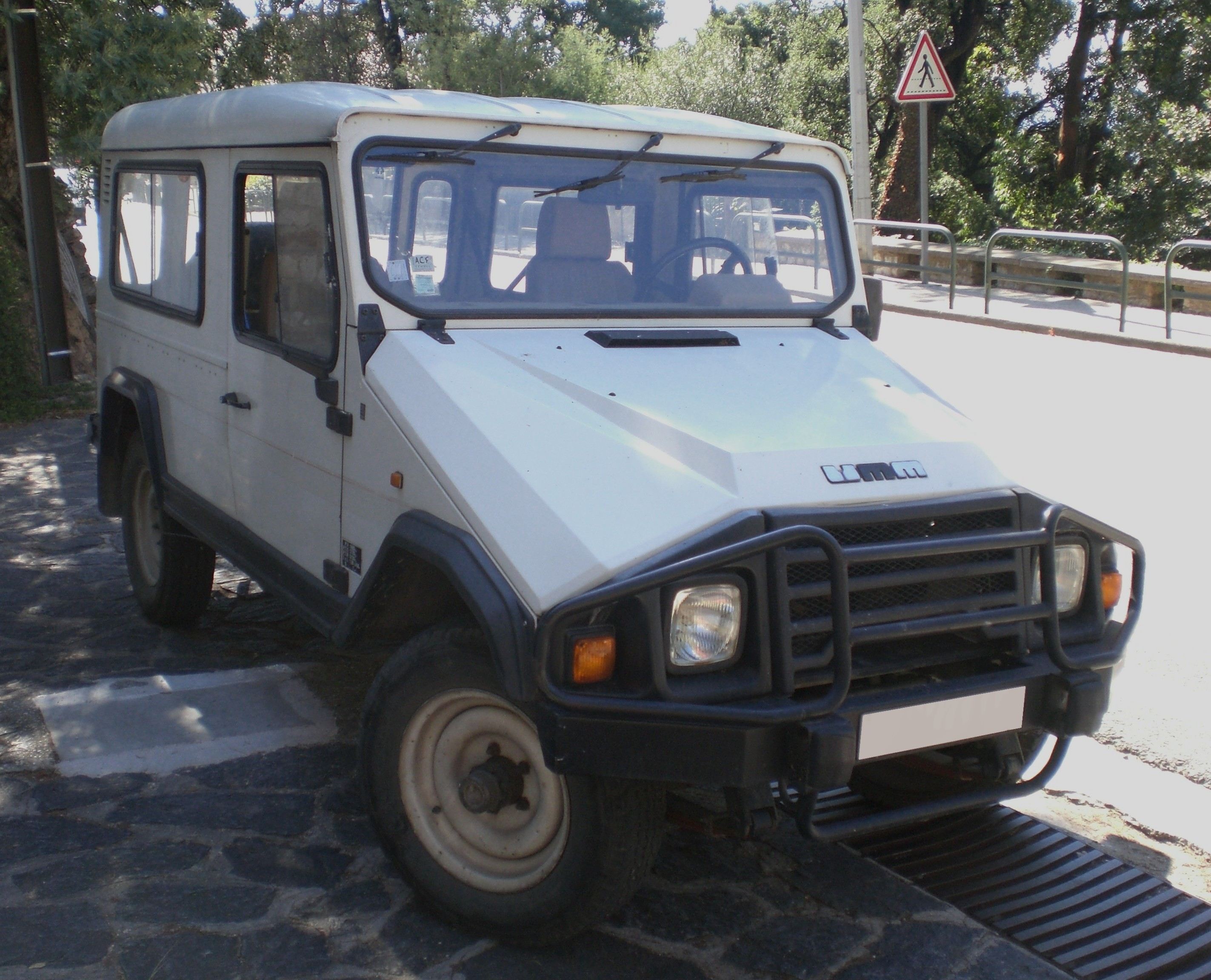
UMM Alter 4x4

União Metalo-Mecânica ist ein portugiesisches Unternehmen und ehemaliger Hersteller von Automobilen. Es wurde 1977 gegründet, um Geländewagen für die Landwirtschaft, Industrie und staatliche Betriebe zu vertreiben und herzustellen.

## Unternehmensgeschichte
Das Unternehmen in Lissabon begann 1977 mit der Produktion von Geländewagen. Der Markenname lautet UMM. 2006 endete die Fahrzeugproduktion.
Das erste Modell Cournil entstand nach einer Lizenz von Cournil aus Frankreich. Für den Antrieb standen Benzin- und Dieselmotoren von Peugeot zur Wahl. Das Modell Cournil war in drei Varianten erhältlich: Tracteur, Randonneur und Entrepreneur. Von 1977 bis 1979 wurden die Autos importiert, ab 1979 wurden sie auch in Portugal gefertigt.

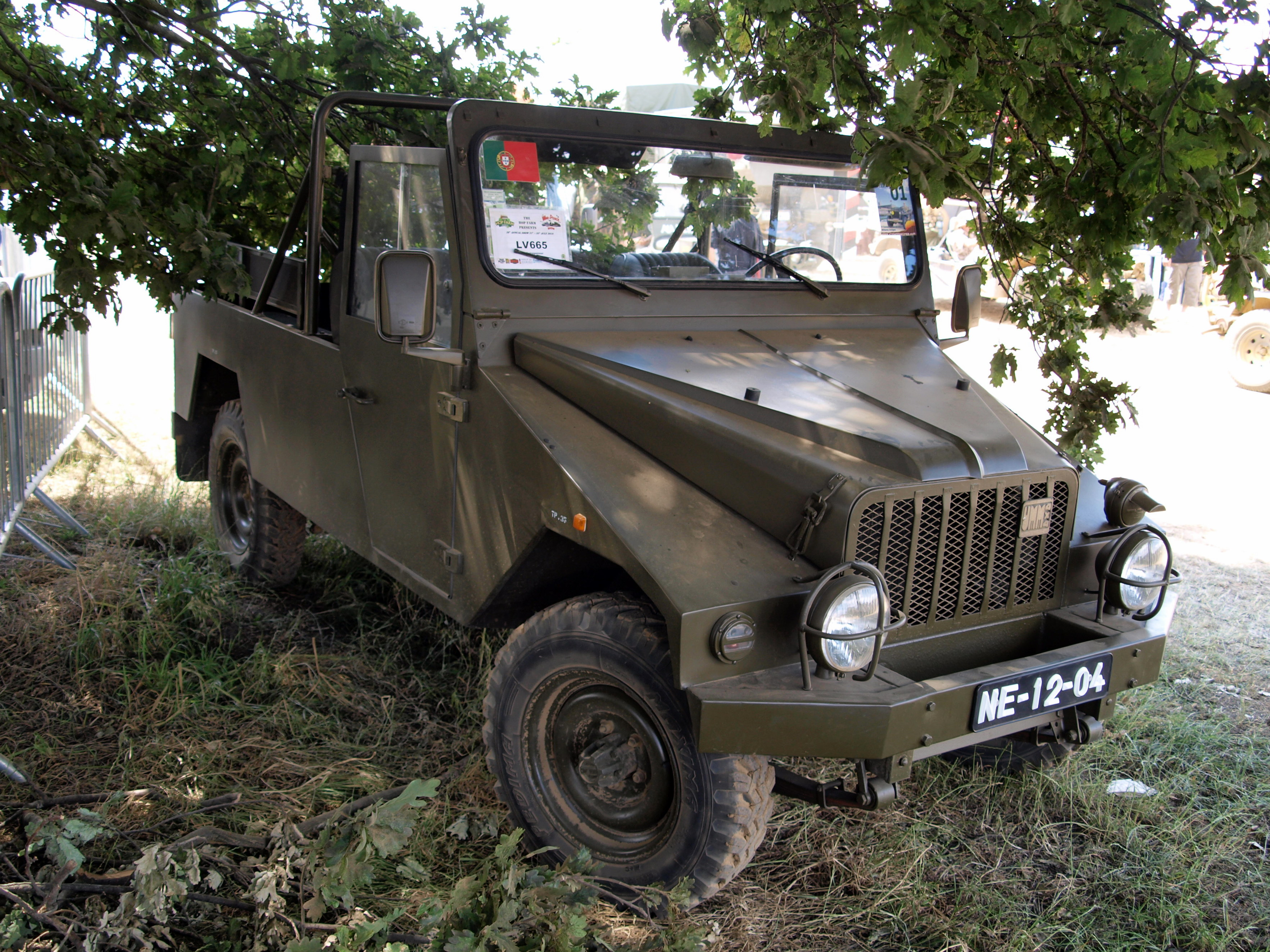
UMM Entrepreneur (1983)

1980 erhielt der UMM Cournil eine Modellpflege und wurde nur noch in einer Variante als UMM 4x4 gefertigt.
1982 Einführung eines neuen Motors: Peugeot Indenor XD2 2.3D
1983 wurden die Türen vergrößert.
1984 wurde das Nachfolgemodell Alter auf dem Pariser Autosalon vorgestellt.
1985 endete die Fertigung des UMM Cournil und das Nachfolgemodell Alter I wurde auf den Markt gebracht. Dieses Modell unterscheidet sich vom Vorgänger durch eine neu gestaltete Frontpartie und einige weitere Änderungen. Das markanteste Merkmal sind die drei oberhalb der Windschutzscheibe befestigten Scheibenwischer. Die Motorisierung war weiter ein Peugeot Indenor Diesel mit 2,3 oder 2,5 l Hubraum.
1986 waren die ersten UMM auch auf dem französischen Markt erhältlich. Die Einführung eines neuen Getriebes und neuer Stoßdämpfer sowie die erstmals eingeführte Schallisolierung führte zur neuen Modellbezeichnung Alter II. Auf dem Autosalon in Paris wurde der Alter Turbo mit 110 PS vorgestellt.
1987 wurden ein neuer Motor (XD3TE 2,5l Turbo Intercooler), ein neues Getriebe, Scheibenbremsen und Servolenkung eingeführt. Als Versuch, auf dem amerikanischen Markt Fuß zu fassen, wurden auch zwei UMM mit einem Ford V6-Motor (aus dem Ford Bronco) gefertigt, die jedoch nicht die gewünschte Resonanz fanden.
1989 wurden im Rahmen der Modellpflege zwei neue Karosserie-Varianten auf den Markt neu angeboten: ein Soft-top (offener Wagen) und ein Pick-up. Ein Sondermodell für Rallyes kam ebenfalls auf den Markt, der UMM Troféu.
1991 wurde anlässlich des Papstbesuches auf Madeira ein UMM Papamóvel gebaut, ein gepanzertes Papamobil auf Basis eines UMM Alter mit langem Chassis.
1992 begann UMM mit zwei neuen Projekten, um gegen die wachsende Konkurrenz bestehen zu können. Als Konkurrenz zum Suzuki Vitara wurde der Alter III entwickelt. Das zweite Projekt basierte auf dem Konzept des Mini Moke und verwendete Teile des Peugeot 205. UMM verließ sich dabei auf das Versprechen der portugiesischen Regierung, die Prototyp-Entwicklung über das Programm PEDIP (Programa Específico de Desenvolvimento da Indústria Portuguesa) zu finanzieren. Diese Finanzierung blieb jedoch aus und die Entwicklung wurde eingestellt.
1993 wurden das Armaturenbrett des Alter II modernisiert und das Modell Alter II Turbo Turismo mit Panoramafenstern im Dach eingeführt. Die Verkaufszahlen brachen stark ein, auch die portugiesische Nationalgarde entschied sich gegen den Kauf von UMMs und führte stattdessen den in Spanien gefertigten Nissan Patrol ein.
Während des Jahres 1993 erfolgte die Montage durch Francisco Batista Russo & Irmão.
1994 wurde die Serienfertigung eingestellt.
1999 stellte UMM das Modell Alter 2000 vor, das vor allem für den französischen Markt und die ehemaligen Kolonien gedacht war. Im darauffolgenden Jahr wurden jedoch nur 21 Stück dieses Modells verkauft.
2004 wurden die letzten zwei UMMs gefertigt, 2006 zog sich das Unternehmen aus der Automobilfertigung komplett zurück.

## Rallye-Teilnahmen
1982 nahmen drei UMM Cournil an der Rallye Paris-Dakar teil, die mit einem größeren Motor als das Serienmodell ausgestattet waren. Anstelle des 2,3-Liter-Dieselmotors besaßen diese Modelle einen Indenor 2,5 l mit 76 PS (56 kW). Alle UMMs erreichten Dakar.
1983 nahmen vier UMM Cournil an der Rallye Paris-Dakar teil, zwei wieder mit dem 2,5-l-Diesel, 2 mit einem V6 PRV 2,7 l mit 160 PS (118 kW). Wiederum erreichten alle Fahrzeuge das Ziel.
Im darauffolgenden Jahr nahm die größte Gruppe UMMs teil, mit 5 Fahrzeugen. Wieder erreichten alle fünf das Ziel, jedoch wurden drei disqualifiziert, weil sie zu lange benötigten, eine Etappe zu beenden. Die teilnehmenden Fahrzeuge waren auch an den beiden vorherigen Rallyes beteiligt gewesen, jedoch teilweise neu motorisiert.
1985 starteten drei UMMs an der Rallye Paris-Dakar, allerdings erreichte dieses Mal keines der Fahrzeuge das Ziel. Sie gaben auf den ersten Etappen auf.

## Modelle

### Geschlossene Karosserie
- UMM Cournil 490 Entrepreneur 4X4
- UMM Cournil 494 Randonneur 4X4
- UMM Alter Alvor Cabriolet 4X4
- UMM Alter Gasolina 4X4
- UMM Alter Diesel 4X4
- UMM Alter Trofeu Gasolina 4X4
- UMM Alter TD 4X4
- UMM Alter TDI 4X4
- UMM Alter II Diesel 4X4
- UMM Alter II TDI Cabriolet 4X4
- UMM Alter 3 CRDI 2000 4WD

### Pick-up
- UMM Cournil Pickup 490 Diesel 4X4
- UMM Cournil Tracteur 494 TD 4X4
- UMM Alter Bombeiros TD 4X4
- UMM Alter Militar TD 4X4
- UMM Alter Papamovel TD 4X4
- UMM Alter Station TD 4X4
- UMM Alter Transcat TD 4X4
- UMM Alter II Autocaravana TDI 4X4
- UMM Alter II Ambulancia TDI 4X4
- UMM Alter II Pickup Diesel 4X4
- UMM Alter II Pickup CD TDI 4X4